# Sokratova smrt
Sokratova smrt (francuski: La Mort de Socrate) je slika Jacquesa-Louisa Davida iz 1787. godine koja prikazuje smrt grčkog filozofa Sokrata kako ju je opisao Platon u svom djelu Fedon (O besmrtnosti duše). Naime, Sokrat je bio osuđen na smrt zbog „iskvarivanja“ Atenske mladeži svojim učenjem, te mu je dan izbor između izgnanstva, čime bi se odrekao svog učenja, i smrti ispijanjem kukute. Sokrat je iskoristio svoju smrt kao posljednju lekciju svojim učenicima te je mirno prihvatio smrt, što Platon spominje i u svojim djelima Eutifron (O pobožnosti), Apologija (Obrana Sokratova) i Kriton (O poslušnosti zakonima). 
Jacques-Louis David ovom slikom na svoj način daje moralnu pouku francuskim revolucionarima kako se za ideje treba boriti i umirati. Sokrat, koji se sprema ispiti kalež s otrovom, prikazan je ovdje ne samo kao primjer antičke vrline, već i kao osnivač „religije razuma”, lik sličan Kristovom (u prizoru na slici sudjeluje dvanaest učenika).

## Odlike
Sokrat je prikazan u trenutku uzimanja kaleža s otrovom od učenika, dok lijevom rukom pokazuje prema nebu kao znak poštovanja prema bogovima i besmrtnosti duše. Sokrat svjesno poseže za kaležom dok ravnodušno nastavlja govoriti o onome što je odista bitno, o idealima i ciljevima. Ovaj njegov položaj ruke snažno podsjeća na prikaz Platona na Rafaelovoj slici Atenska škola.
Kompozicija slike je horizontalna i širi se kao kakav antički reljef, paralelno s planom slike. Likovi su također modelirani hladnim koloritom i crtežom kao temeljnim likovnim elementom, te se doimaju čvrsti i nepomični poput kipova. Sokrat i njegovi učenici, među kojima je najpoznatiji Platon, su naslikani u jednostavnom arhitektonskom okruženju i izrazito hladnom koloritu. Dubina prostora naglašena je prikazom detalja iz susjedne sobe koja se nazire kroz lučni otvor na zidu. Osvijetljenje je oštro i baca precizne sjene, čime detalji na slici, poput ruku, nogu i namještaja, izgledaju jako realistično.
David je se potpisao na dva mjesta na slici; inicijale je stavio ispod lika Platona (prvi slijeva, sjedi okrenut leđima) kako bi odao počast njegovom djelu po kojemu je temeljena slika, dok je svoj puni potpis smjestio ispod lika Kritona koji suosjećajno steže Sokratovo bedro, jer se najviše identificirao s tim likom. Naime, David se osjećao kao osoba koja se čvrsto drži za moralne vrijednosti koje predstavlja Sokrat.